# Rów Filipiński
Rów Filipiński – rów oceaniczny w zachodniej części Pacyfiku, w Morzu Filipińskim, na wschód od Wysp Filipińskich. Jest to jedna z największych głębin Wszechoceanu. Jej długość wynosi 1330 km, szerokość blisko 60 km, a maksymalna głębokość – 10 497 m (głębia Cape Johnson) lub 10 540 m (głębia Galathea) lub 10 830 m (głębia Emden), w zależności od pomiarów. W jego południowej części jest tzw. rów Mindanao, być może najgłębsze miejsce Wszechoceanu (niepotwierdzone pomiary wskazują głębokość 11 524 m).
Na północ od Rowu Filipińskiego znajduje się Rów Luzon (ang. East Luzon Trench), oddzielony Benham Plateau. Na wschód od Rowu Filipińskiego znajduje się płyta filipińska, a na zachód tzw. Filipiński Pas Mobilny (ang. Philippine Mobile Belt).